# Guttule

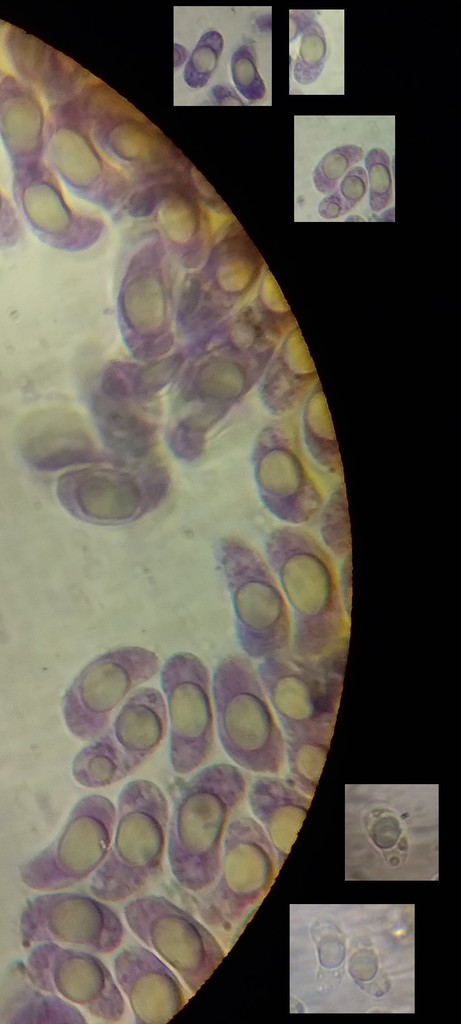
Sporen waarvan de meeste voorzien van een guttule

Guttule (meervoud Guttules) zijn lipiden die met een microscoop in cellen gevonden kunnen worden. Ze worden in de mycologie gebruikt om schimmels mee te determineren, omdat het voorkomen van gutulles en hun aantal nodig zijn voor de soortbepaling. Het toevoegen van 5-10% KOH kan worden gebruikt om deze druppels op te lossen. 